# Nikola Tavelić
Nicholas Tavelic sau Nicolas Tavelici (în croată Nikola Tavelić, n. 1340, Šibenik, cantonul Šibenik-Knin, Croația – d. 14 noiembrie 1391, Ierusalim, Sultanatul Mameluc) a fost un călugăr și misionar franciscan croat care a murit ca un martir la Ierusalim la 14 noiembrie 1391. El a fost beatificat împreună cu alți trei călugări franciscani din Italia și Franța. Toți cei patru membri ai grupului său au fost declarați sfinți de către Biserica Catolică, astfel Tavelic a devenit primul sfânt croat.

## Biografie

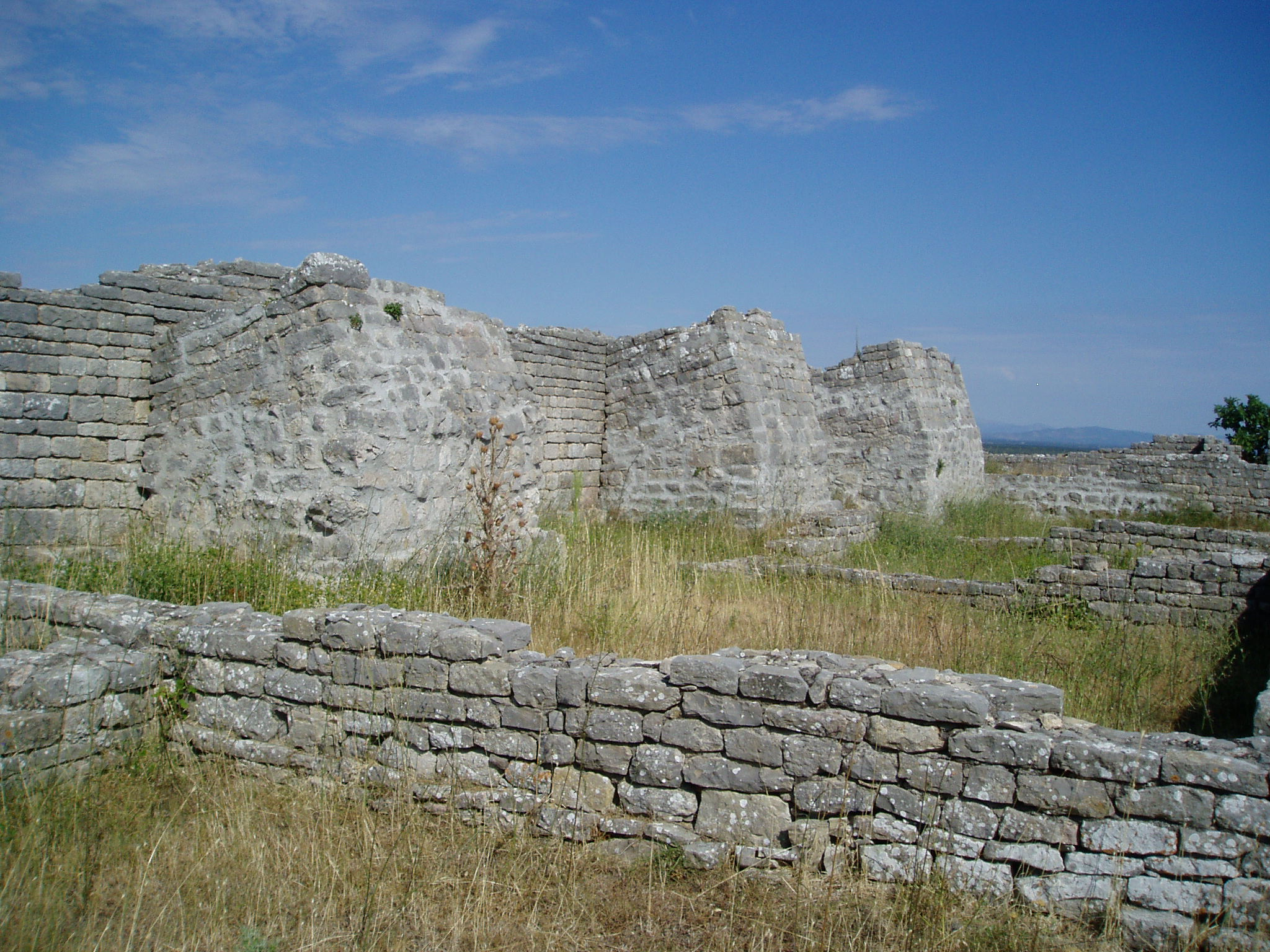
Ruine ale bisericii și mănăstirii franciscane din, unde Tavelic s-a călugărit.

Majoritatea surselor menționează Šibenik ca locul de naștere al lui Tavelic, dar un alt loc posibil este Velim lângă Stankovci. În 1365, Tavelic a devenit călugăr în Bribir, locul de scaun al familiei Šubić, o puternică familie nobiliară croată.

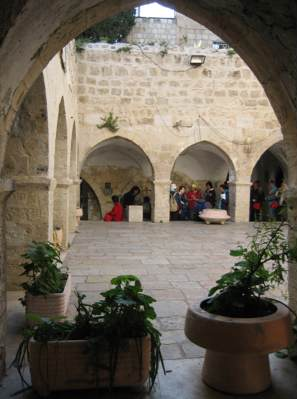
Curtea fostei mănăstiri Muntele Sion a călugărilor franciscani din Ierusalim, unde a locuit Sf. Nikola.

Tavelic a fost unul din cei 60 de călugări franciscani din diferite provincii ecleziastice care au răspuns la un apel al unui kvardián sau custos bosniac, apel motivat de o bulă papală, Prae cunctis, emisă în 1291 de către papa Nicolae al IV-lea (el însuși un minorit) pentru combaterea presupuselor erezii ale Bisericii Bosniace. Tavelic a răspândit catolicismul în Bosnia timp de 12 ani. În raportul adresat papei, kvardiánul bosniac a spus mai târziu că misionarii au convertit în jur de 50.000 de membri ai acestei Biserici.
În 1384, Tavelic a plecat să slujească în custodia Țării Sfinte (în latină: Custodia Terræ Sanctæ) a franciscanilor. Aici i-a întâlnit pe frații Deodatus Aribert din Rodez, Peter de Narbonne (sfântul)⁠(de)[traduceți] și Ștefan⁠(d) din Cuneo. Cei patru au trăit la Mănăstirea Muntelui Sion, mănăstire veche îngrijită de franciscanii (de minoriți) din oraș, unde au petrecut câțiva ani învățând limba arabă și slujind în locurile sfinte legate de viața lui Iisus. Mănăstirea a atras pelerini din toată Europa creștină.
Tavelic și colegii săi au decis să urmeze Regula Vieții fondatorului lor, Francisc de Assisi, și să predice deschis credința creștină populației musulmane. S-au dus la adunarea obișnuită din fața tribunalului Qadi⁠(d) din Ierusalim și au început să predice. În urma arestării lor pentru acest lucru, au refuzat opțiunea de a se converti la islam și au fost închiși. După ce au refuzat din nou să se convertească câteva zile mai târziu, cei patru au fost condamnați la moarte. Acești misionari au fost executați lângă Poarta Jaffa la 14 noiembrie 1391, iar rămășițele lor au fost arse complet.

## Venerație
Călugărul Gerard Chalvet, O.F.M., a fost gardianul frăției din Ierusalim și a fost martor la execuții. Împreună cu părintele Martin din Šibenik, a trimis un raport detaliat în Europa: papei, la Leipzig, Šibenik și în alte părți. Tavelic și însoțitorii săi au fost în curând sărbătoriți ca martiri de franciscani din toată Europa, în special în Šibenik.

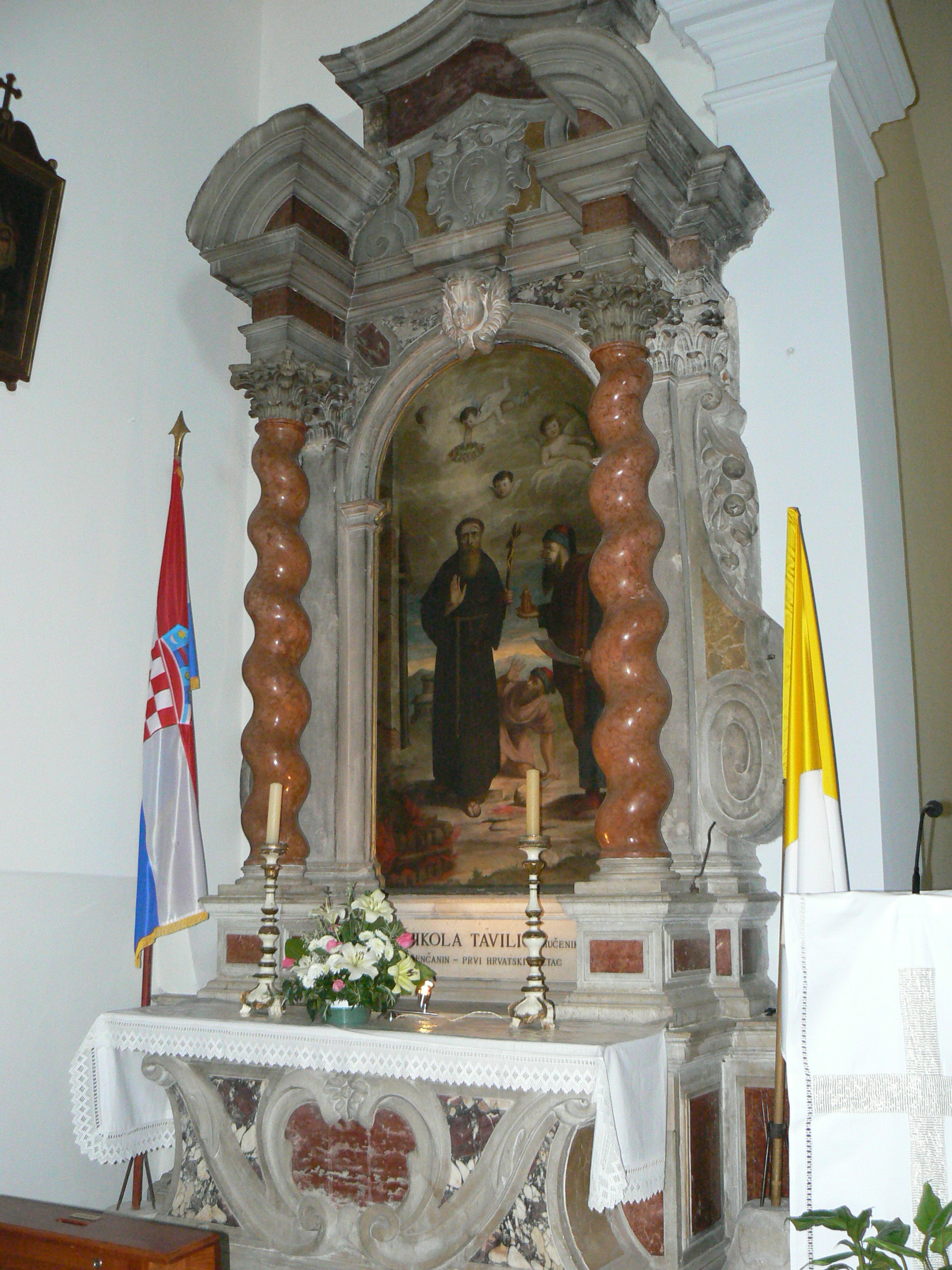
Altar lateral dedicat Sfântului Nicolae Tavelic în Biserica Franciscană din Šibenik, Croația.

Cinci secole mai târziu, în 1880, Antun Josip Fosco, episcopul eparhiei romano-catolice de Šibenik, a început procedura de la Sfântul Scaun pentru beatificarea formală a lui Tavelic. Printr-un decret special, Papa Leon al XIII-lea a recunoscut vechiul cultus al Episcopiei Šibenik în 1889 și pentru întregul Ordin Franciscan în 1898. Doi ani mai târziu, același lucru s-a făcut și pentru Țara Sfântă.
Cultul fraților, în special al lui Tavelic, a crescut în perioada interbelică. Cultul celorlalți trei martiri a fost recunoscut de Papa Paul al VI-lea în 1966, cu o zi de sărbătoare separată din 17 noiembrie. Cei patru frați au fost canonizați împreună de Papa Paul al VI-lea în fața a 20.000 de croați la Vatican, la 21 iunie 1970, ziua de sărbătoare fiind stabilită la 14 noiembrie.

## Biserici
Majoritatea bisericilor dedicate lui Tavelić se găsesc în Croația. Unele dintre acestea se află în Banjevci, Cerovac, Lišani, Perković, Split, Vinjani⁠(d), Zagreb, Rijeka și Županja. Bisericile din străinătate pot fi întâlnite în Hurlingham, Buenos Aires în Argentina, Montreal și Winnipeg în Canada, Melbourne  și Sydney în Australia și Tomislavgrad în Bosnia-Herțegovina.